# سوسنهایم
سوسنهایم (به آلمانی: Frankfurt-Sossenheim) یک منطقهٔ مسکونی در آلمان است که در فرانکفورت واقع شده‌است. سوسنهایم ۱۵٬۶۶۴ نفر جمعیت دارد.